# 観月ありさ
観月 ありさ（みづき ありさ、1976年12月5日 - ）は、日本の女優、歌手、モデル。東京都練馬区出身。ライジングプロダクション所属。

## 経歴

### モデル・女優
4歳からCMや雑誌などで子役モデルとして活動。
1989年放送の『教師びんびん物語II』（フジテレビ系）の生徒役で連続ドラマ初出演。1990年ごろにスカイコーポレーションからライジングプロダクションへ移籍。フジカラー、レナウン「スコレー」のCMで注目を浴び、同じくCMを中心に人気を集めた宮沢りえ、牧瀬里穂と共に、頭文字をとって「3M」と呼ばれた。
1991年に東宝『超少女REIKO』で映画初主演。
1992年には日本テレビ系『24時間テレビ 「愛は地球を救う」』にて、ダウンタウンや楠田枝里子らと共にメインパーソナリティを務めた。
1992年10月から放送されたドラマ『放課後』（フジテレビ）で連続ドラマ初主演。同作以来、2021年まで30年連続で連続テレビドラマの主演を毎年務め、2010年に「19年連続主演ドラマ」の記録としてギネス認定された。
1996年7月から放送のドラマ『ナースのお仕事』（フジテレビ）は、ドジながらも明るく患者に接する主人公の看護師、朝倉いずみの役を演じ、先輩ナースを演じた松下由樹と抜群のコミカルな掛け合いを見せた。同作はシリーズ化され、2002年まで連続ドラマ4シリーズ（パート3は2クール作品）、単発ドラマスペシャル3本、映画1本が製作され代表作のひとつとなった。また、同シリーズの合間を縫って『いちばん大切なひと』（TBS）『ボーイハント』『私を旅館に連れてって』（共にフジテレビ）などにも主演した。同シリーズ終了後は『鬼嫁日記』シリーズ（関西テレビ）、『サザエさん』（フジテレビ）、『斉藤さん』シリーズ（日本テレビ）に主演した。
映画出演は1996年の『7月7日、晴れ』、2003年の『ぼくんち』など、東映配給作品で数作主演している。
2003年、パリコレ出演。
2007年に『シラノ・ド・ベルジュラック』を太平洋戦争下の日本人にリメイクした羽原大介脚本『歌の翼にキミを乗せ』で初舞台を踏む。
2014年、舞台『オーシャンズ11』でミュージカルに初出演。
2017年、異なる分野で活躍する仲間を集めプロデュースする『座・ALISA』を旗揚げした。
2023年、朝日新聞と宝島社の女性誌「GLOW」の共同プロジェクトであるAging Gracefullyプロジェクトのアンバサダーに就任。

### 音楽
1991年5月に尾崎亜美作詞曲によるシングル『伝説の少女』で歌手デビュー。オリコンシングルチャートで最高5位を記録し、同年の第33回日本レコード大賞では新人賞を獲得した。以降、8枚目のシングル『あなたの世代へくちづけを』までトップ10以内を維持した。
小室哲哉とは1991年のファーストアルバム『ARISA』の「夢だけのボーイフレンド」や『TOO SHY SHY BOY!』など「小室ブーム」よりも比較的早い時期から多くの楽曲提供を受けており、黎明期の小室ファミリーの1人である。小室が観月と同じライジングプロダクションに所属している荻野目洋子に楽曲提供をしていたことが縁となり、事務所がオファーを出した。観月は中学時代からTM NETWORKのファンであり、初めて曲を書いてもらったときはとても感動したという。小室は「他の人より手足が長いから、それを生かすために音のことまでさかのぼった。例えばダンサブルな曲では、『ここでアクセントを入れれば、彼女はここで手を伸ばすだろう』とまで考えなければいけなかった」と振り返っている。
デビュー以降13枚目のシングル『Forever Love』およびベストアルバム『FIORE II』までは日本コロムビアからのリリースであったが、1997年10月にavex tuneに移籍し、新曲は葉山拓亮やT2yaなどヒット前の若手作家や洋楽の日本語カバーを採り入れる傾向となっている。1999年リリースのアルバム『innocence』以降は、僅かながら自身が作詞をしている。
主演したテレビドラマの『放課後』から『ダイヤモンドガール』（フジテレビ）までほとんどの主題歌を観月が兼任。女優業で多忙のため、1994年以降インストア以外でのライブ活動は行わず、2004年2月にベストアルバムをリリースしてからは歌手活動をセーブするようになった。2008年の『斉藤さん』で約5年ぶりに自身の新曲『ENGAGED』が主題歌に起用された。
歌手デビュー20周年にあたる2011年5月には、11年半ぶりとなるオリジナルアルバム『SpeciAlisa』を発表した。これに合わせ、同年4月22日より公式ブログが開設された。
歌手デビュー25周年を迎えた2016年5月15日に公式インスタグラムを開始した。自身の40歳の誕生日に当たる同年12月5日、歌手デビュー25周年を記念してコンプリート・ベストアルバム『VINGT-CINQ ANS』が発売された。同ベストにはデビュー曲の「伝説の少女」から「わたし」までの既発シングル25曲（A面のみ）に加え、「伝説の少女」と「TOO SHY SHY BOY!」の再録曲が収録されている。

## 人物
「ありさ」という名前は父親が「あかるく（明るく）」「りはつで（利発）」「さわやかな（爽やか）」な子に育って欲しいという意味で命名。「観月」は本姓（旧姓）である。
一人っ子である。
明治大学付属中野高等学校を中退している。
公称・股下84cmの美脚と、八頭身ともそれ以上とも言われる抜群のスタイルを生かし、東京ガールズコレクションをはじめとする多くのファッションショーに参加している。パーカッシオ美脚大賞（2007年）を受賞している。
視力が悪く、コンタクトレンズを使用していたが、視力矯正手術を受けてからはコンタクトレンズは使用していない。
2022年11月時点で、身長は170.2cm。中学生時代に約20cm伸びる。30代までに170cmに到達していなかったが、40代になってから到達。

### 趣味・嗜好
趣味は帽子集め、DVD鑑賞、ピラティス、半身浴、パワープレート、陶芸。2021年夏に特殊小型船舶免許を取得。休日には海に行って水上バイクに乗るのが趣味だという。水泳も得意。犬を飼っている。
好きな食べ物はカレーうどん、豆乳もつ鍋、焼肉、メロンパン。また酒豪としても知られる。
好きな歌手、憧れの存在として、中学生のころに初めてライブを見たマドンナを挙げている。他にもプリンセスプリンセス、杏里など。

### 交友
芸能界の交友関係が幅広く、杏、谷原章介、蛯原友里、阿部サダヲ、神田うの、愛内里菜といった芸能人200人以上が集まる誕生日パーティを毎年開いている。最初は小規模で行っていたが、参加者が増えてだんだんと広い会場を借りきって行うほどになり、大勢の芸能人がダンスやモノマネ、歌や演奏を披露する盛大なイベントになっているという。
島崎和歌子とは1991年に『超少女REIKO』で共演し10代のころからの親友である。お互いにさっぱりした性格で男同士のような付き合いをしており、お互い酒豪のため明け方まで飲むこともある。
SMAPの元メンバーとは小学生のころに『あぶない少年III』（テレビ東京）で共演してからの付き合いである。香取慎吾以外のメンバーは全員年上で、当時から妹のように可愛がられていた。同い年の香取とは幼馴染のような関係だと話す。
アナウンサーの宇賀なつみは、練馬区内の小学校・中学校の先輩後輩の間柄である。

### 私生活
2015年3月21日、建設関連会社KRH代表取締役社長の青山光司と入籍。同年11月1日にインドネシア・バリ島で挙式・披露宴を行った。披露宴後にバリ付近の島にあるリンジャニ山が噴火したためバリ島の空港が閉鎖される。早急に帰国する必要のある招待客（渡辺謙はロサンゼルスに向かう必要があった）のために、ジャカルタまでの陸路やフェリー、プライベートジェットの手配も行なうこととなった。

## 受賞歴
1991年
- 第33回日本レコード大賞 新人賞
- 第29回ゴールデン・アロー賞 グラフ賞

1992年
- 第6回日本ゴールドディスク大賞 ベスト5ニューアーティスト
- 第15回日本アカデミー賞 新人俳優賞[34]
- 第9回ベストジーニスト

1993年
- 第10回ベストジーニスト

1996年
- 第10回ザテレビジョンドラマアカデミー賞 ベストドレッサー賞（『ナースのお仕事』）[35]

2003年
- 第37回ザテレビジョンドラマアカデミー賞 ベストドレッサー賞（『ダイヤモンドガール』）[36]

2004年
- 第27回日本アカデミー賞 優秀主演女優賞[37]

2006年
- 第19回日本メガネベストドレッサー賞 特別賞

2007年
- 第5回パーカッシオ美脚大賞 30代部門

2010年
- 第21回日本ジュエリーベストドレッサー賞 30代部門
- ギネス世界記録認定 連続テレビドラマで世界記録となる19年連続主演女優[13]

2017年
- 第15回クラリーノ美脚大賞2017 オーバーフォーティー部門[38][39]

2020年
- WEIBO Account Festival in Japan 2020 実力女優賞[40]

## ディスコグラフィ

### シングル
| 枚                      | 発売日                  | タイトル                                   | 収録曲 | 販売形態                | 規格品番                | オリコン 最高位         | 初出アルバム                                              |                         |                         |
| 日本コロムビア レーベル | 日本コロムビア レーベル | 日本コロムビア レーベル                    | 日本コロムビア レーベル | 日本コロムビア レーベル | 日本コロムビア レーベル | 日本コロムビア レーベル | 日本コロムビア レーベル                                   | 日本コロムビア レーベル | 日本コロムビア レーベル |
| ----------------------- | ----------------------- | ------------------------------------------ | --- | ----------------------- | ----------------------- | ----------------------- | --------------------------------------------------------- | ----------------------- | ----------------------- |
| 1st                     | 1991年5月15日           | 伝説の少女                                 | 1. 伝説の少女 作詞・作曲：尾崎亜美／編曲：佐藤準 2. 鏡の中のUTOPIA 作詞・作曲：尾崎亜美／編曲：佐藤準 | 8cm CD                  | CODA-8691               | 5位                     | ARISA                                                     |                         |                         |
| 1st                     | 1991年5月15日           | 伝説の少女                                 | 1. 伝説の少女 作詞・作曲：尾崎亜美／編曲：佐藤準 2. 鏡の中のUTOPIA 作詞・作曲：尾崎亜美／編曲：佐藤準 | CT                      | COSA-200                | 5位                     | ARISA                                                     |                         |                         |
| 2nd                     | 1991年8月28日           | エデンの都市                               | 1. エデンの都市 作詞：田口俊／作曲：奥居香／編曲：奥居香、笹路正徳 2. 風は吹いている 作詞：田口俊／作曲：奥居香／編曲：奥居香、笹路正徳 | 8cm CD                  | ︎CODA-8791               | 5位                     | ARISA                                                     |                         |                         |
| 2nd                     | 1991年8月28日           | エデンの都市                               | 1. エデンの都市 作詞：田口俊／作曲：奥居香／編曲：奥居香、笹路正徳 2. 風は吹いている 作詞：田口俊／作曲：奥居香／編曲：奥居香、笹路正徳 | CT                      | COSA-221                | 5位                     | ARISA                                                     |                         |                         |
| 3rd                     | 1991年11月21日          | 風の中で                                   | 1. 風の中で 作詞・作曲：尾崎亜美／編曲：井上鑑 2. Graduation 〜扉を抜けて〜 作詞・作曲：尾崎亜美／編曲：富田泰弘 | 8cm CD                  | CODA-8948               | 10位                    | ARISA                                                     |                         |                         |
| 4th                     | 1992年5月27日           | TOO SHY SHY BOY!                           | 1. TOO SHY SHY BOY! 作詞・作曲：小室哲哉／編曲：小室哲哉、COZY 2. 春のとびら 作詞・作曲：辛島美登里／編曲：村瀬恭久 3. TOO SHY SHY BOY! (オリジナル・カラオケ) | 8cm CD                  | CODA-28                 | 4位                     | SHAKE YOUR BODY FOR ME                                    |                         |                         |
| 5th                     | 1993年5月21日           | 今年いちばん風の強い午後                   | 1. 今年いちばん風の強い午後 作詞・作曲：呉田軽穂／編曲：大村雅朗 2. 素直になりたい 作詞・作曲：辛島美登里／編曲：京田誠一 3. 今年いちばん風の強い午後 (オリジナル・カラオケ) | 8cm CD                  | CODA-162                | 8位                     | FIORE                                                     |                         |                         |
| 6th                     | 1993年8月11日           | 君が好きだから                             | 1. 君が好きだから 作詞：田口俊／作曲：呉田軽穂／編曲：大村雅朗 2. 唄ってあげたい 作詞：朝水彼方／作曲：松本俊明／編曲：亀田誠治 3. 君が好きだから (オリジナル・カラオケ) | 8cm CD                  | CODA-232                | 10位                    | FIORE                                                     |                         |                         |
| 7th                     | 1994年10月3日           | happy wake up!                             | 1. happy wake up! 作詞・作曲：小室哲哉／編曲：小室哲哉、久保こーじ 2. Close to you 作詞・作曲：小室哲哉／編曲：久保こーじ 3. happy wake up! (オリジナル・カラオケ) | 8cm CD                  | CODA-474                | 3位                     | ARISA III LOOK（#1） ARISA’S FAVORITE 〜T.K.SONGS〜（#2） |                         |                         |
| 8th                     | 1995年2月13日           | あなたの世代へくちづけを                   | 1. あなたの世代へくちづけを 作詞・作曲：小室哲哉／編曲：久保こーじ 2. ある日 ある朝 恋人は 作詞：小室哲哉／作曲・編曲：久保こーじ 3. あなたの世代へくちづけを (オリジナル・カラオケ) | 8cm CD                  | CODA-595                | 9位                     | CUTE                                                      |                         |                         |
| 9th                     | 1995年5月24日           | 抱きしめて!                                | 1. 抱きしめて! 作詞：永岡昌憲／作曲：星野靖彦／編曲：土方隆行 2. ずっとそばにいて 作詞：永岡昌憲／作曲：星野靖彦／編曲：小西貴雄 3. 抱きしめて! (オリジナル・カラオケ) | 8cm CD                  | CODA-548                | 20位                    | CUTE                                                      |                         |                         |
| 10th                    | 1995年12月1日           | Don't be shy                               | 1. Don't be shy 作詞：岩里祐穂／作曲：F&M Project／編曲：星野靖彦 2. Don't be shy (Re-Mix) 3. Don't be shy (Extended Mix) 4. Don't be shy (Original Karaoke) | 8cm CD                  | CODA-778                | 39位                    | FIORE II                                                  |                         |                         |
| 11th                    | 1996年4月20日           | 風も空もきっと…                            | 1. 風も空もきっと… 作詞・作曲：上田知華／編曲：大槻啓之 2. 風もきっと… (オリジナル・カラオケ) | 8cm CD                  | CODA-913                | 24位                    | FIORE II                                                  |                         |                         |
| 12th                    | 1996年7月24日           | PROMISE to PROMISE                         | 1. PROMISE to PROMISE (STRAIGHT RUN) 作詞：小室哲哉、前田たかひろ／作曲・編曲：小室哲哉 2. PROMISE to PROMISE (URBAN STREET MIX) 3. PROMISE to PROMISE (TV MIX) | 8cm CD                  | CODA-977                | 17位                    | FIORE II                                                  |                         |                         |
| 13th                    | 1997年4月23日           | Forever Love                               | 1. Forever Love 作詞・作曲：伊秩弘将／編曲：水島康貴 2. in my life 作詞・作曲：伊秩弘将／編曲：水島康貴 3. Forever Love (オリジナル・カラオケ) | 8cm CD                  | CODA-1211               | 35位                    | FIORE II                                                  |                         |                         |
| avex tune レーベル      |                         |                                            | |                         |                         |                         |                                                           |                         |                         |
| 14th                    | 1997年11月19日          | Days                                       | 1. Days 作詞・作曲・編曲：五十嵐充 2. walk into the lights 作詞：鈴木計見／作曲・編曲：星野靖彦 3. Days (Instrumental) 4. walk into the lights (Instrumental) | 8cm CD                  | AVDT-20017              | 14位                    | FIORE II innocence                                        |                         |                         |
| 15th                    | 1998年5月27日           | Through the Season                         | 1. Through the Season 作詞：海老根祐子／作曲・編曲：葉山拓亮 2. Previous days 作詞・作曲・編曲：T2ya 3. Through the Season (Instrumental) 4. Previous days (Instrumental) | 8cm CD                  | AVDT-20022              | 49位                    | innocence                                                 |                         |                         |
| 16th                    | 1999年2月3日            | 朝陽のあたる橋                             | 1. 朝陽のあたる橋 作詞：森浩美／作曲：T2ya／編曲：葉山拓亮 2. True 作詞・作曲・編曲：尾崎亜美 3. 朝陽のあたる橋 (Instrumental) 4. True (Instrumental) | 8cm CD                  | AVDT-20045              | 33位                    | innocence                                                 |                         |                         |
| 17th                    | 1999年4月28日           | Eternal Message                            | 1. Eternal Message (Original Mix) 作詞：海老根祐子／作曲・編曲：葉山拓亮 2. I NEED YOU (Original Mix) 作詞：真間稜／作曲：荒木真樹彦／編曲：葉山拓亮 3. Eternal Message (Karaoke) | 8cm CD                  | AVDT-20049              | 43位                    | innocence                                                 |                         |                         |
| 18th                    | 2000年5月10日           | BREAK ALL DAY!                             | 1. BREAK ALL DAY! 作詞・作曲：Cathy Dennis、Michael Ericsson、H.Roostan、Toh Eric Harmansen (日本語詞：サエキけんぞう) ／編曲：ダンス☆マン 2. SHAKE LOVE 作詞：阿久津健太郎／作曲・編曲：葉山拓亮 3. BREAK ALL DAY! (G.O.N.T.A 2000 MIX) 4. BREAK ALL DAY! (INSTRUMENTAL) 5. SHAKE LOVE (INSTRUMENTAL)                               | 12cm CD                 | AVCT-30020              | 20位                    | HISTORY 〜ALISA MIZUKI COMPLETE SINGLE COLLECTION〜       |                         |                         |
| 19th                    | 2000年8月23日           | 女神の舞                                   | 1. 女神の舞 作詞・作曲：つんく♂／編曲：松原憲 2. Believe in your way 作詞：海老根祐子、原一博／作曲・編曲：原一博 3. 女神の舞 (FU FHA HA H"AA MIX Remixed BY CHOKKAKU) 4. 女神の舞 (INSTRUMENTAL) | 12cm CD                 | AVCT-30027              | 20位                    | HISTORY 〜ALISA MIZUKI COMPLETE SINGLE COLLECTION〜       |                         |                         |
| 20th                    | 2002年2月6日            | ヒトミノチカラ                             | 1. ヒトミノチカラ 作詞：森浩美／作曲：高見沢俊彦／編曲：上野圭市 2. ヒトミノチカラ (BUZZ ROCK Ver.) 3. すべては風の中に 作詞・作曲・編曲：長岡成貢 4. ヒトミノチカラ (Instrumental) | 12cm CD                 | AVCT-30051              | 33位                    | HISTORY 〜ALISA MIZUKI COMPLETE SINGLE COLLECTION〜       |                         |                         |
| 21st                    | 2002年8月21日           | Love Potion                                | 1. Love Potion 作詞・作曲：Stephen Kipner、David Frank、Palema Sheyne (日本語詞：相田毅) ／編曲：小西貴雄 2. Sympathy 作詞：真間稜／作曲・編曲：原一博 3. Love Potion (Instrumental) 4. Sympathy (Instrumental) | 12cm CD                 | AVCT-30057              | 30位                    | HISTORY 〜ALISA MIZUKI COMPLETE SINGLE COLLECTION〜       |                         |                         |
| 22nd                    | 2003年5月21日           | Shout It Out                               | 1. Shout It Out 作詞：松井五郎／作曲・編曲：JEAN PAUL 'BLUEY' MAUNICK、MATT COOPER 2. ETERNAL SPACE 作詞：宮本恵美／作曲：GEE／編曲：日高智 3. Shout It Out (Instrumental) 4. ETERNAL SPACE (Instrumental) | 12cm CD                 | AVCT-30074              | 96位                    | HISTORY 〜ALISA MIZUKI COMPLETE SINGLE COLLECTION〜       |                         |                         |
| 23rd                    | 2008年2月6日            | ENGAGED                                    | CD 1. ENGAGED 作詞・作曲：瀧川潤／編曲：旭純 2. アネモネ 作詞：観月ありさ／作曲：瀧川潤／編曲：旭純 3. ENGAGED (Piano Version) 4. ENGAGED (Instrumental) 5. アネモネ (Instrumental) DVD - ENGAGED (Video Clip) - making of ENGAGED                                                                                                   | 12cm CD+DVD             | AVCT-30127/B            | 53位                    | VINGT-CINQ ANS                                            |                         |                         |
| 23rd                    | 2008年2月6日            | ENGAGED                                    | CD 1. ENGAGED 作詞・作曲：瀧川潤／編曲：旭純 2. アネモネ 作詞：観月ありさ／作曲：瀧川潤／編曲：旭純 3. ENGAGED (Piano Version) 4. ENGAGED (Instrumental) 5. アネモネ (Instrumental) DVD - ENGAGED (Video Clip) - making of ENGAGED                                                                                                   | 12cm CD                 | AVCT-30128              | 53位                    | VINGT-CINQ ANS                                            |                         |                         |
| 24th                    | 2011年8月17日           | 星の果て                                   | CD 1. 星の果て 作詞・作曲：川村結花／編曲：旭純 2. 星の果て (Piano Version) 3. ALISA IN WONDERLAND 作詞：Micro(Def Tech)、観月ありさ、mamamarock (永岡昌憲) ／作曲・編曲：Micro 4. 星の果て (Instrumental) 5. ALISA IN WONDERLAND (Instrumental) DVD - 星の果て -Music Clip- - ALISA IN WONDERLAND -Music Clip- - Making of 星の果て | 12cm CD+DVD             | AVCT-30137/B            | 117位                   | SpeciAlisa                                                |                         |                         |
| 24th                    | 2011年8月17日           | 星の果て                                   | CD 1. 星の果て 作詞・作曲：川村結花／編曲：旭純 2. 星の果て (Piano Version) 3. ALISA IN WONDERLAND 作詞：Micro(Def Tech)、観月ありさ、mamamarock (永岡昌憲) ／作曲・編曲：Micro 4. 星の果て (Instrumental) 5. ALISA IN WONDERLAND (Instrumental) DVD - 星の果て -Music Clip- - ALISA IN WONDERLAND -Music Clip- - Making of 星の果て | 12cm CD                 | AVCT-30138              | 117位                   | SpeciAlisa                                                |                         |                         |
| 25th                    | 2014年12月10日          | わたし / Heroines!                         | CD 1. わたし 作詞・作曲：岸谷香／編曲：鎌田雅人 2. Heroines! 作詞：中村彼方／作曲：Charlie Mason、Frida Molander、Christian Rabb／編曲：JIN 3. わたし (Instrumental) 4. Heroines! (Instrumental) DVD - わたし (Music Clip) - わたし (Making)                                                                                         | 12cm CD+DVD             | AVCT-30139/B            | TBA                     | SpeciAlisa                                                |                         |                         |
| 25th                    | 2014年12月10日          | わたし / Heroines!                         | CD 1. わたし 作詞・作曲：岸谷香／編曲：鎌田雅人 2. Heroines! 作詞：中村彼方／作曲：Charlie Mason、Frida Molander、Christian Rabb／編曲：JIN 3. わたし (Instrumental) 4. Heroines! (Instrumental) DVD - わたし (Music Clip) - わたし (Making)                                                                                         | 12cm CD                 | AVCT-30140              | TBA                     | SpeciAlisa                                                |                         |                         |
|                         | 2021年12月29日          | TOO SHY SHY BOY! (TK SONG MAFIA MIX)       | 1. TOO SHY SHY BOY! (TK SONG MAFIA MIX) 作詞・作曲・編曲：小室哲哉 | 音楽配信                | 音楽配信                | ー                      | Ali30                                                     |                         |                         |
| 2022年5月25日           | サジタリウス            | 1. サジタリウス 作詞・作曲・編曲：沖聡次郎 | | 音楽配信                | 音楽配信                | ー                      | Ali30                                                     |                         |                         |

### アルバム

#### オリジナル・アルバム
|                         | 発売日                  | タイトル                        | 収録曲 | 販売形態                | 品番                    | オリコン 最高位         |                         |                         |                         |
| 日本コロムビア レーベル | 日本コロムビア レーベル | 日本コロムビア レーベル         | 日本コロムビア レーベル | 日本コロムビア レーベル | 日本コロムビア レーベル | 日本コロムビア レーベル | 日本コロムビア レーベル | 日本コロムビア レーベル | 日本コロムビア レーベル |
| ----------------------- | ----------------------- | ------------------------------- | --- | ----------------------- | ----------------------- | ----------------------- | ----------------------- | ----------------------- | ----------------------- |
| 1st                     | 1991年12月4日           | ARISA                           | 1. 夢だけのボーイフレンド 2. 悲しみは進化する 3. Sepiaの鼓動 4. セッティェームサンス〜第七感〜 5. 風の中で 6. Cherry Cherry ♥ Strawberry 7. エデンの都市 8. 揺れてマイ・ハート 9. 風に乗って 10. 月 11. 伝説の少女 (Album Version) | CD                      | COCA-7984               | 8位                     |                         |                         |                         |
| 2nd                     | 1992年10月1日           | ARISA II SHAKE YOUR BODY FOR ME | 1. SHAKE YOUR BODY FOR ME 2. GIVE ME YOUR LOVE TONIGHT 3. 恋人達のソネット 4. Wings Of Love 5. WILD ERS-ワイルダーズ- 6. HEAVENLY BLUE〜極上の青〜 7. 愛されてるって感じてる? 8. TOO SHY SHY BOY! (EXTENDED NEW RE-MIX) 9. GENERATION 10. HE'S GONE | CD                      | COCA-10186              | 6位                     |                         |                         |                         |
| 3rd                     | 1994年12月24日          | ARISA III LOOK                  | 1. 遠い記憶 (INSTRUMENTAL) 2. パリの恋人／トーキョーの恋人 3. IN THE RAIN 4. 優しい夜に逢いましょう 5. CRY FOR YOU 6. Next Genaration 7. Friend and Lover 8. Happy wake up! 9. さよならの贈りもの 10. 甘い記憶 | CD                      | COCA-12222              | 24位                    |                         |                         |                         |
| 4th                     | 1995年7月21日           | CUTE                            | 1. 大好き! 2. 太陽の島 3. breeze 〜海からの電話〜 4. 満天の星の下で 5. 抱きしめて! 6. INTO THE NIGHT 7. 輝いていて 〜10years after〜 8. あなたの世代へくちづけを 9. PITTER PATTER 10. 優しい手のひら | CD                      | COCA-12740              | 21位                    |                         |                         |                         |
| avex tune レーベル      |                         |                                 | |                         |                         |                         |                         |                         |                         |
| 5th                     | 1999年11月17日          | innocence                       | 1. mermaid 2. Realize 3. All my love 4. Eternal Message 5. 朝陽のあたる橋 6. Heaven Knows 7. 愛のようなもの 8. Girl friend 9. Through the Season (album remix) 10. 想い 11. Days 12. oh-darling | CD                      | AVCT-10052              | 39位                    |                         |                         |                         |
| 6th                     | 2011年5月25日           | SpeciAlisa                      | 1. あなたが笑えば 2. Don't Stop Now 3. Heroines! 4. You're my best friend 5. 星の果て 6. わたし 7. Jewel 8. I don't mind, if you forget me 9. To Your Heart feat. WISE & Tarantula from スポンテニア 10. Will Love 11. Lyra feat. 369 12. ALISA IN WONDERLAND 13. 私は泣かない | CD                      | AVCT-10179              | 72位                    |                         |                         |                         |
| 7th                     | 2022年6月15日           | Ali30                           | CD 1. prologue 2. Always Alright 3. Goodbye My Lonely 4. SUNAO 5. Nobody else 6. ありきたりなキセキ 7. mint leaf 8. Psychedelic 9. Umbrella 10. THIS LOVE 11. Someday 12. サジタリウス 13. epilogue 14. mint leaf (Seiho Remix) 15. TOO SHY SHY BOY! (TK SONG MAFIA MIX) Blu-ray Disc - サジタリウス (Music Video) - サジタリウス (Music Video Behind the Scenes) - TOO SHY SHY BOY! (TK SONG MAFIA MIX) (Music Video) - TOO SHY SHY BOY! (TK SONG MAFIA MIX) (Music Video Behind the Scenes) | CD+Blu-ray Disc         | AVCT-10207/B            | 52位                    |                         |                         |                         |
| 7th                     | 2022年6月15日           | Ali30                           | CD 1. prologue 2. Always Alright 3. Goodbye My Lonely 4. SUNAO 5. Nobody else 6. ありきたりなキセキ 7. mint leaf 8. Psychedelic 9. Umbrella 10. THIS LOVE 11. Someday 12. サジタリウス 13. epilogue 14. mint leaf (Seiho Remix) 15. TOO SHY SHY BOY! (TK SONG MAFIA MIX) Blu-ray Disc - サジタリウス (Music Video) - サジタリウス (Music Video Behind the Scenes) - TOO SHY SHY BOY! (TK SONG MAFIA MIX) (Music Video) - TOO SHY SHY BOY! (TK SONG MAFIA MIX) (Music Video Behind the Scenes) | CD                      | AVCT-10208              | 52位                    |                         |                         |                         |

### その他の楽曲
- もしもピアノが弾けたなら - 『VISION FACTORY COMPILATION 〜阿久悠、作家生活40周年記念〜』（2008年12月3日、SONIC GROOVE） - 1曲目に所収。西田敏行のヒット曲のカバー。

## 出演

### テレビドラマ
※ 連続ドラマ主演は太字で記す。
- 木曜ゴールデンドラマ『愛と憎しみの絆』（1983年4月14日、日本テレビ系）
- あぶない少年III（1988年10月12日 - 1989年3月29日、テレビ東京） - 観月ありさ 役
- 教師びんびん物語II（1989年4月3日 - 6月26日、フジテレビ系） - 観月ありさ 役
- 迎春ドラマスペシャル『別れは春のささやき』（1991年1月11日、フジテレビ系）
- もう誰も愛さない（1991年4月11日 - 6月27日、フジテレビ系） - 田代弥生 役
- 魔法の夏のありさ（1991年8月7日、NHK）
- 恋人たちのターミナル（1992年5月7日、日本テレビ系）
- ボクたちのドラマシリーズ『放課後』（1992年10月15日 - 11月12日、フジテレビ系）主演 - 秋山あずさ 役[注 9]
- じゃじゃ馬ならし（1993年7月5日 - 9月20日、フジテレビ系）主演 - 北原夏美 役
- いつも心に太陽を（1994年1月7日 - 3月18日、TBS系）主演 - 高井智恵子 役
- ヘルプ!（1995年1月13日 - 3月17日、フジテレビ系）主演 - 茅ヶ崎奈々 役
- 湘南リバプール学院 第1話（1995年4月11日、フジテレビ系） - 赤坂怜 役
- クリスマスドラマスペシャル『聖夜の奇跡〜第1章・イブなんていらない』（1995年12月23日、フジテレビ系） - 主演
- ナースのお仕事シリーズ（フジテレビ系）主演 - 朝倉いずみ 役
  - パート1（1996年7月2日 - 9月24日）
  - スペシャル（1997年4月4日）
  - パート2（1997年10月14日 - 12月23日）
  - パート3（2000年4月11日 - 9月19日）[注 10]
  - パート4（2002年7月2日 - 9月24日）
  - 離島編 / 再会編（2014年10月31日・11月1日）
- いちばん大切なひと（1997年4月18日 - 6月27日、TBS系）主演 - 結城美和 役
- ボーイハント（1998年7月6日 - 9月21日、フジテレビ系）主演 - 片瀬りり 役
- 天使のお仕事（1999年1月6日 - 3月24日、フジテレビ系）主演 - 阿部まりあ 役
- マッハブイロク・Big大作戦（2000年6月29日、フジテレビ系）ゲスト出演 - 朝倉いずみ 役
- 私を旅館に連れてって（2001年4月11日 - 6月27日、フジテレビ系）主演 - 笹野倫子 役
- 世にも奇妙な物語シリーズ（フジテレビ系）
  - 秋の特別編内「奇跡の女」（2001年10月4日）主演 - 久保田凛 役
  - 春の特別編内「殺し屋ですのよ」（2004年3月29日）主演
  - 22秋の特別編（2022年11月12日）内「コンシェルジュ」主演 - 松久保真希 役
- ダイヤモンドガール（2003年4月9日 - 6月25日、フジテレビ系）主演 - 南條麗香 役
- あした天気になあれ。（2003年10月11日 - 12月13日、日本テレビ系）主演 - 坂井花 役
- 川、いつか海へ 6つの愛の物語 第4話（2003年12月24日、NHK） - 宗像栗子 役
- 君が想い出になる前に（2004年7月6日 - 9月14日、関西テレビ制作/フジテレビ系）主演 - 佐伯奈緒 役
- 恋のから騒ぎドラマスペシャル「マタをかける女」（2005年9月21日、日本テレビ系）主演 - 山本みさえ 役
- 鬼嫁日記シリーズ（関西テレビ制作/フジテレビ系）主演 - 山崎早苗 役
  - 鬼嫁日記（2005年10月11日 - 12月20日）
  - 鬼嫁日記 いい湯だな（2007年4月17日 - 6月26日）
- スペシャルドラマ 恋愛小説 十八の夏（2006年7月17日、TBS系）主演 - 蘇芳絵美子 役
- CAとお呼びっ!（2006年7月5日 - 9月13日、日本テレビ系）主演 - 山田紗依 役
- ドラマW マエストロ（2006年9月24日、WOWOW）主演 - 神野瑞恵 役
- 吉原炎上（2007年12月29日、テレビ朝日系）主演 - 内田久野 役
- 斉藤さんシリーズ（日本テレビ系）主演 - 斉藤全子 役
  - 斉藤さん（2008年1月9日 - 3月19日）
  - 斉藤さん2（2013年7月13日 - 9月21日）
- OLにっぽん（2008年10月8日 - 12月10日、日本テレビ系）主演 - 神崎島子 役
- 肉体の門（2008年12月27日、テレビ朝日系）主演 - 浅田せん 役
- こちら葛飾区亀有公園前派出所 第3話（2009年8月15日、TBS系） - オープニングゲスト
- おひとりさま（2009年10月16日 - 12月18日、TBS系）主演 - 秋山里美 役
- スペシャルドラマ サザエさんシリーズ（フジテレビ系）主演 - フグ田サザエ 役
  - サザエさん（2009年11月15日）
  - サザエさん2（2010年8月8日）
  - サザエさん3（2011年1月2日）
  - サザエさん アニメ&ドラマで2時間半SP（2013年12月1日）
- 鬼龍院花子の生涯（2010年6月6日、テレビ朝日系）主演 - 林田（鬼龍院）松恵 役
- ドラマ10『天使のわけまえ』（2010年7月6日 - 8月3日、NHK）主演 - 坂下くるみ 役[注 9]
- 華和家の四姉妹（2011年7月10日 - 9月18日、TBS系）主演 - 華和竹美 役
- ドラマスペシャル 濃姫シリーズ（テレビ朝日系）主演 - 濃姫 役
  - 濃姫（2012年3月17日）
  - 濃姫II 〜戦国の女たち（2013年6月23日）
- Answer〜警視庁検証捜査官（2012年4月18日 - 6月13日、テレビ朝日系）主演 - 新海晶 役
- 東野圭吾ミステリーズ『レイコと玲子』（2012年7月26日、フジテレビ系）主演 - 浅野葉子 役
- 土曜ドラマ『ご縁ハンター』（2013年4月13日 - 27日、NHK）主演 - 蓮見利香 役
- 新春ワイド時代劇『影武者 徳川家康』（2014年1月2日、テレビ東京） - お梶の方 役
- 夜のせんせい（2014年1月17日 - 3月21日、TBS系）主演 - 夜野桜 役
- 出入禁止の女〜事件記者クロガネ〜（2015年1月15日 - 2月26日、テレビ朝日系）主演 - 鉄忍布 役
- ほんとにあった怖い話 夏の特別編2015 「奇々怪々女子寮」（2015年8月29日、フジテレビ） - 主演・山岸裕美
- 松本清張特別企画・共犯者（2015年9月30日、テレビ東京） - 主演・内堀美輪 役[43]
- 家族ノカタチ（2016年1月17日 - 3月20日、TBS） - 大野美佳 役[44]
- お迎えデス。 最終話（2016年6月18日、日本テレビ） - 真鍋律子 役[45]
- プレミアムドラマ『隠れ菊』（2016年9月4日 - 10月23日、NHK BSプレミアム） 主演 - 上島通子 役 [46]
- IQ246〜華麗なる事件簿〜 第3話（2016年10月30日、TBS） - 滝乃川美晴 役
- 櫻子さんの足下には死体が埋まっている（2017年4月23日 - 6月25日、フジテレビ）主演 - 九条櫻子 役[47]
- プレミアムドラマ『捜査会議はリビングで!』シリーズ（NHK BSプレミアム）主演 - 森川章子 役
  - 捜査会議はリビングで!（2018年7月15日 - 9月2日） [9]
  - 捜査会議はリビングで！おかわり（2020年2月2日 - 3月22日）
- 遺留捜査 第5シリーズ 最終話（2018年9月13日、テレビ朝日） - 酒井裕子 役
- 執事 西園寺の名推理2（2019年4月19日 - 6月14日、テレビ東京） - 山崎和歌子 役[48]
- インハンド 第3話（2019年4月26日、TBS系） - 瀬見まき子 役[49]
- アロハ・ソムリエ（2019年12月26日 - 29日、フジテレビ）主演 - 吉沢響子 役[10]
- 私たちはどうかしている（2020年8月12日 - 9月30日、日本テレビ） - 高月今日子 役
- バイプレイヤーズ 〜名脇役の森の100日間〜 第3話（2021年1月22日、テレビ東京） - 観月ありさ（本人） 役（劇中ドラマ8チャン『ドクターZ』第5シリーズ：主演ドクター（女医） 役）
- レンアイ漫画家 第5話（2021年5月6日、フジテレビ） - 緒方るりこ 役
- 家栽の人（2021年9月29日、テレビ朝日） - 宇田川杏奈 役
- 奪い愛、高校教師（2021年12月28日 - 31日、テレビ朝日）主演 - 星野露子 役[50]
- 家政夫のミタゾノ 第5シリーズ 第1話（2022年4月22日、テレビ朝日） - 林田正美 役[51]
- 刑事7人 第8シリーズ 第9話（2022年9月7日、テレビ朝日）
- 祈りのカルテ 研修医の謎解き診察記録 第7話（2022年11月19日、日本テレビ） - 柚木慧 役[52]
- ダ・カーポしませんか?（2023年1月16日 - 3月27日、テレビ東京） - 南雲洋子 役[53]
- 週末旅の極意〜夫婦ってそんな簡単じゃないもの〜（2023年7月6日 - 8月24日、テレビ東京）主演 - 矢吹真澄 役[54][55][56]
- 警視庁追跡捜査係-交錯-（2023年8月7日、テレビ東京） - 本多響子 役[57]
- 離婚しない男-サレ夫と悪嫁の騙し愛- 第8話（2024年3月9日、テレビ朝日） - 大洗美子 役[58]
- オクラ〜迷宮入り事件捜査〜（2024年10月8日 - 12月17日、フジテレビ） - 井伏愁 役[59]
- 雲霧仁左衛門ファイナル（2025年1月5日 - 2月23日、NHK BS・NHK BSプレミアム4K） - おりょう 役[60]
- 能面検事（2025年7月11日 - 、テレビ東京） - 仁科睦美 役[61]

### バラエティ

#### レギュラー
- キャサリン→キャサリン三世（2012年4月17日 - 2013年9月24日、関西テレビ系）

#### 不定期出演
- とんねるずのみなさんのおかげです（フジテレビ）
- うたばん（TBS）
- マジカル頭脳パワー!!（日本テレビ）
- 芸能人格付けチェック（朝日放送）

#### 特別番組
- 究極の男は誰だ!?最強スポーツ男子頂上決戦（2012年 - 、TBS系） - 主宰（司会）

### 映画
- 超少女REIKO（1991年、東宝）主演 - 九藤玲子 役
- 7月7日、晴れ（1996年、東宝）主演 - 望月ひなた 役
- ナースのお仕事 ザ・ムービー（2002年、東宝）主演 - 朝倉いずみ 役
- ぼくんち（2003年、東映）主演 - かの子 役
- KEEP ON ROCKIN'（2003年）
- 鳶がクルリと（2005年、東映）主演 - 中野貴奈子 役
- BABY BABY BABY! -ベイビィ ベイビィ ベイビィ-（2009年、東映）主演 - 佐々木陽子 役
- 映画 妖怪人間ベム（2012年、東宝） - 上野小百合 役
- 人類資金（2013年、松竹） - 高遠美由紀 役
- ジョジョの奇妙な冒険 ダイヤモンドは砕けない 第一章（2017年、東宝／ワーナー・ブラザース） - 東方朋子 役
- 劇場版 ルパンの娘（2021年、東映） - 三雲玲 役[62]
- もしも徳川家康が総理大臣になったら（2024年、東宝） - 紫式部 役[63]

### 劇場アニメ
- 映画ドラえもん のび太の宇宙英雄記（2015年、東宝） - メーバ 役

### 吹き替え
- モンスター・ホテル クルーズ船の恋は危険がいっぱい?!（2018年、ソニー・ピクチャーズ エンタテインメント） - エリカ 役[64]
- モンスター・ホテル 変身ビームで大パニック!（2022年、ソニー・ピクチャーズ エンタテインメント） - エリカ 役[65]

### 配信ドラマ
- 奪い愛、高校教師（2021年12月27日 - 30日、ABEMA） - 星野露子 役 ※ABEMA SPECIALチャンネル 第1話（2021年12月20日）独占先行無料配信[66]

### CM
- 森永製菓（1982年、1988年 - 1989年、1991年 - 1996年）
  - スナックチョコ『くるみの森』&『森のどんぐり』（1982年） 沖田浩之との共演作
  - 『チュッパチャプス』（1988年 - 1989年）
  - 森永キャンディー『花 in キャンデー』（1991年）
  - 森永エアインチョコ『スプーナ・苺のムース』（1991年）
  - 森永チョコレート『DEEN』（1992年）
  - 森永チョコレート『小枝』（1995年 - 1996年）
- 明電舎 『μ port-II』（1990年）
- 第一生命（1990年）
  - 『リード21 ふぁみりい』
  - 『エスコート21』
- レナウン 『ΣΧΘΛΗ』（1990年 - 1996年） ※TV-CM展開（出演）は1992年をもって終了。以降1996年まではブランドモデルとして紙媒体のみに起用されていた。
- 富士写真フイルム（1991年 - 1998年）
  - 『フジカラー スーパーHG 400』[67][68]
  - 『フジカラー スーパーG 400』
  - 『フジカラー ACE』
  - 『フジカラー 写ルンです』
  - 『8mmビデオテープ』（1991年）
  - 『EPION』
  - 「お正月を写そう」シリーズ
- ミツカン（1991年 - 1992年）
  - 「おむすび山めざまし隊」プレゼント告知（1991年）
  - 『おむすび山』（1991年 - 1992年）
  - 「おむすび山 ランチボックス」プレゼント告知（1992年）
- キリンビバレッジ 『Chassé』（1991年 - 1993年）
- 富士通 『FM TOWNS II』（1991年 - 1993年）
- ブリヂストンサイクル 『点灯虫』（1991年 - 1993年）
- 資生堂ファイントイレタリー（1991年 - 1998年）
  - 『ヘアメーク シャンプーシリーズ』（1991年 - 1993年）
  - 『EXヘアトリートメント』（1992年 - 1993年）
  - 『シャワーソープ』
  - 『海と、太陽の恵みで洗うボディソープ』（1994年 - 1998年）
- メニコン（1992年 - 1995年）
  - 『メニコンソフトMA』（1992年）
  - 『メニコンソフト72』（1993年）
  - 『メニコンソフトS』（1994年 - 1995年）
- 三菱重工業 『ビーバーエアコン』（1993年 - 2000年）
- UCC上島珈琲 『パラダイス ティー』（1994年）
- 味の素 『クノール カップスープ』（1994年 - 1995年）
- 東京ニュース通信社 『週刊TVガイド』（1995年 - 1997年）
- 三菱自動車工業（1996年 - 1997年）
  - 「Catch the Winter」キャンペーン（1996年）
  - 『パジェロ』、「RVR」
  - 『デリカスペースギア』冬季限定特別仕様
  - 『チャレンジャー』（1997年）
- ツーカーホン関西（1996年 - 1998年頃） - ハリソン・フォード、ブラッド・ピットと共演
- アサヒ飲料 『KAFEO』（1997年）
- リコー 『IPSiO』（1998年）
- 森永乳業 『ピクニック』（1998年）
- 資生堂（1998年 - ）
  - 『PN』（1998年 - 1999年）
  - 「夏ビジン」キャンペーン（2008年）
- ツーカーセルラー東京（1999年）
- 参天製薬『サンテピュア アイエッセンス』（1999年 - 2000年）
- 資生堂フィティット（2000年 - 2004年、2009年 - 2015年）
  - 『ff』（2000年 - 2004年）
  - 『AQUALABEL』（2009年 - 2015年）
- 金鳥 『蚊に効くカトリス』（2003年）
- 伊藤園 『サロンドカフェ』（2003年 - 2004年ごろ）
- スバル 『スバル・R2』（2004年）
- サッポロビール 『スリムス』（2005年）
- エフティ資生堂（2005年 - ）
  - 『クユラ・ボディーケアソープ』（2005年）
  - 『TSUBAKI』（2006年 - ）
- VISA （2006年 - 2007年）
- ピップ 『スリムウォーク』（2006年 - 2009年）
- ロッテ 『レディーボーデン』（2007年）
- ロッテ健康産業 『紅（BENI）』（2007年）
- ユニバーサルスタジオジャパン（2008年）
- サントリー『コントレックス』（2009年 - 2011年）
- 日本和装（2009年 - 2010年）
- エバラ食品工業（2012年 - 2016年）
  - 『黄金の味』（2012年 - 2016年）
  - 『プチッと鍋』（2015年 - 2016年）
- ダスキン（2014年 - 2016年）
- 花王『ビオレU 潤い美肌』（2018年 - ）
- ナースステージ『ナースリー』（2022年 - ）[69]

### ラジオ
- 観月ありさ 伝説の扉（単発番組、放送日不明、TBSラジオ）
- 観月ありさ 伝説の扉II（1993年1月放送、TBSラジオ）
- 観月ありさ 全国radio（1992年10月5日 - 1997年3月、文化放送）
- ラジオドラマ 火焔太鼓（2007年11月23日、文化放送） - 同名の古典落語が原作。風間杜夫との共演。
- 不思議の国のありさ（1991年4月7日 - 、ニッポン放送）
- 観月ありさのオールナイトニッポン（1992年8月19日、ニッポン放送）

### 舞台
- 歌の翼にキミを乗せ－ロクサーヌに捧げるハイネの詩－（2007年、新国立劇場小劇場・大阪厚生年金会館芸術ホール・札幌共済ホール）主演 - 竹之内フミ 役
- オーシャンズ11（2014年、東急シアターオーブ） - テス・オーシャン 役
- GS 近松商店（2015年、新歌舞伎座）主演 - 菊子 役
- シェークスピア物語 〜真実の恋〜（2016年12月 - 2017年1月、KAAT神奈川芸術劇場・梅田芸術劇場メインホール・中日劇場） - ヴァイオラ 役[70]
- 火花〜Ghost of the Novelist〜（2018年3月30日 - 4月15日、紀伊國屋ホール / 5月9日 - 12日、松下IMPホール）主演 - 真樹 / 本人 役[71]
- 手塚治虫 生誕90周年記念 原作:手塚治虫「ダスト8」より舞台「悪魔と天使」（2019年1月 - 3月、KAAT神奈川芸術劇場・梅田芸術劇場メインホール・御園座）主演 - 精霊の悪魔キキモラ / 海江田沙月 役 ※二役[72][73]
- チャーリーとチョコレート工場（2023年10月9日 - 31日、帝国劇場） - バケット夫人 役
  - チャーリーとチョコレート工場（2026年3月27日 - 31日〈予定〉、ウェスタ川越 / 4月7日 - 29日〈予定〉、日生劇場 / 5月〈予定〉、福岡 / 6月〈予定〉、大阪）[74]
- 『雲のむこう、約束の場所』スペシャル・リーディング・オーケストラ・コンサート（2024年11月5日・6日、すみだトリフォニーホール / 11月20日、NHK大阪ホール） - 阿知良芳江 役[75]

## 書籍

### 著書
- リップクリーム（1998年7月1日発行、東京ニュース通信社） - 1996年8月から1997年12月まで週刊TVガイド誌に連載されたコラム『ありさのお仕事』の再録に書き下ろしを加えたもの。

### 写真集
- FOTO ARISA MIZUKI（1993年7月初版、ワニブックス） - 久保田昭人撮影。